# Отре-ле-Сер
Отре́-ле-Сер (фр. Autrey-lès-Cerre) — коммуна во Франции, находится в регионе Франш-Конте. Департамент — Верхняя Сона. Входит в состав кантона Норуа-ле-Бур. Округ коммуны — Везуль.
Код INSEE коммуны — 70040.

## География
Коммуна расположена приблизительно в 330 км к юго-востоку от Парижа, в 50 км северо-восточнее Безансона, в 15 км к востоку от Везуля.

## Население
Население коммуны на 2010 год составляло 226 человек.
| 1962 | 1968 | 1975 | 1982 | 1990 | 1999 | 2010 |
| ---- | ---- | ---- | ---- | ---- | ---- | ---- |
| 134  | 140  | 118  | 150  | 155  | 155  | 226  |

## Экономика
В 2010 году среди 147 человек трудоспособного возраста (15—64 лет) 103 были экономически активными, 44 — неактивными (показатель активности — 70,1 %, в 1999 году было 71,0 %). Из 103 активных жителей работали 96 человек (51 мужчина и 45 женщин), безработными было 7 (2 мужчины и 5 женщин). Среди 44 неактивных 7 человек были учениками или студентами, 20 — пенсионерами, 17 были неактивными по другим причинам.

## Фотогалерея

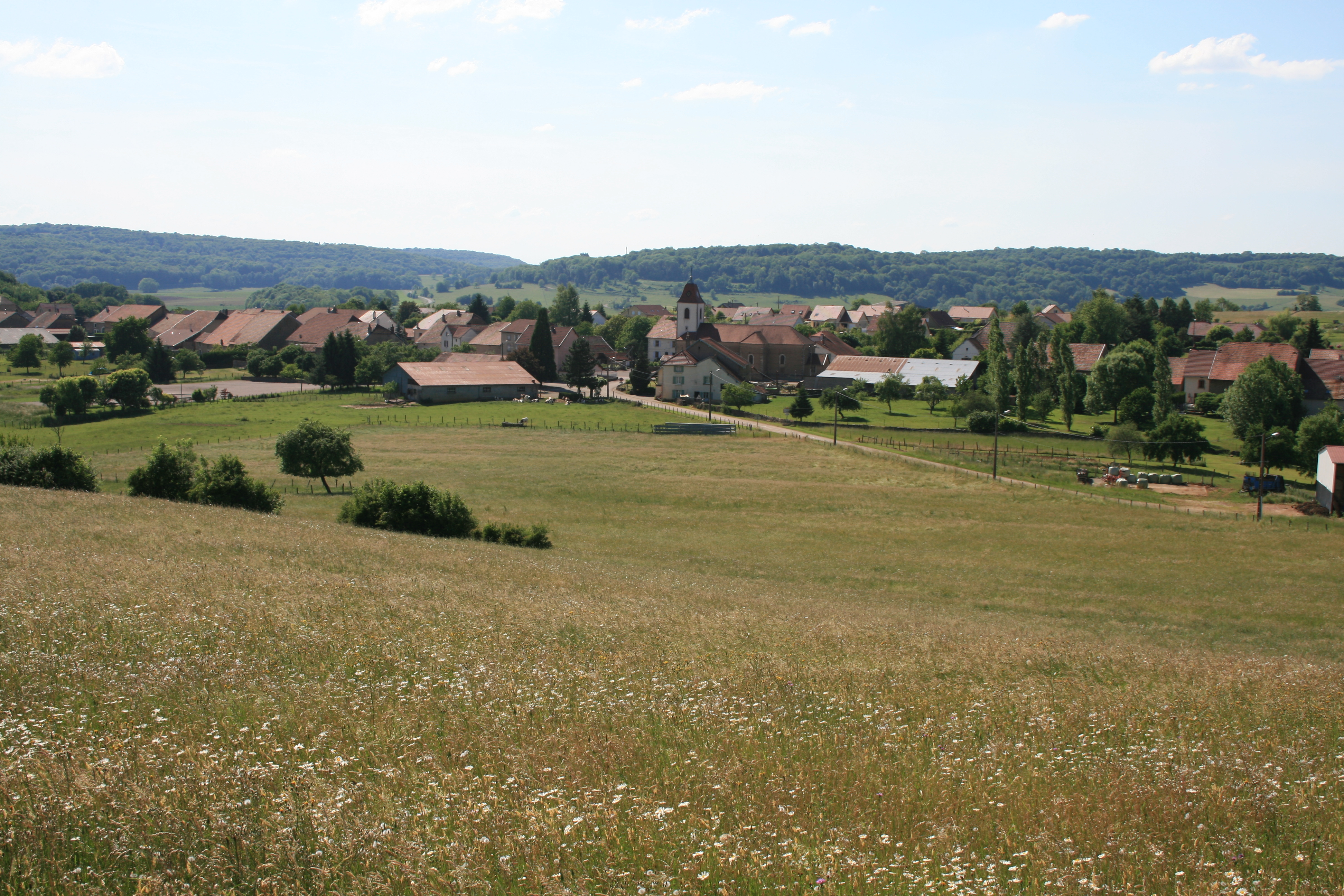
Отре-ле-Сер
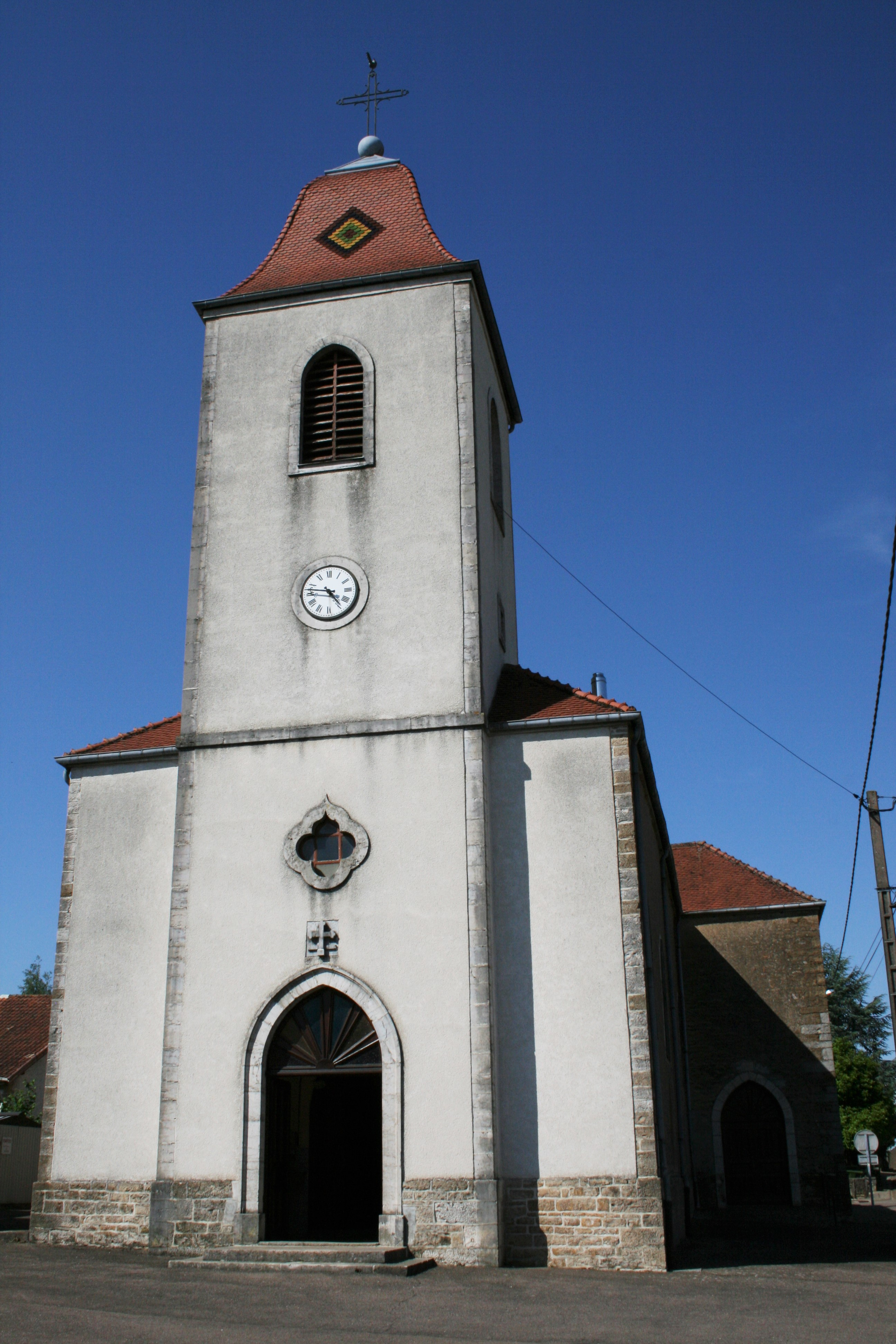
Церковь Непорочного Зачатия
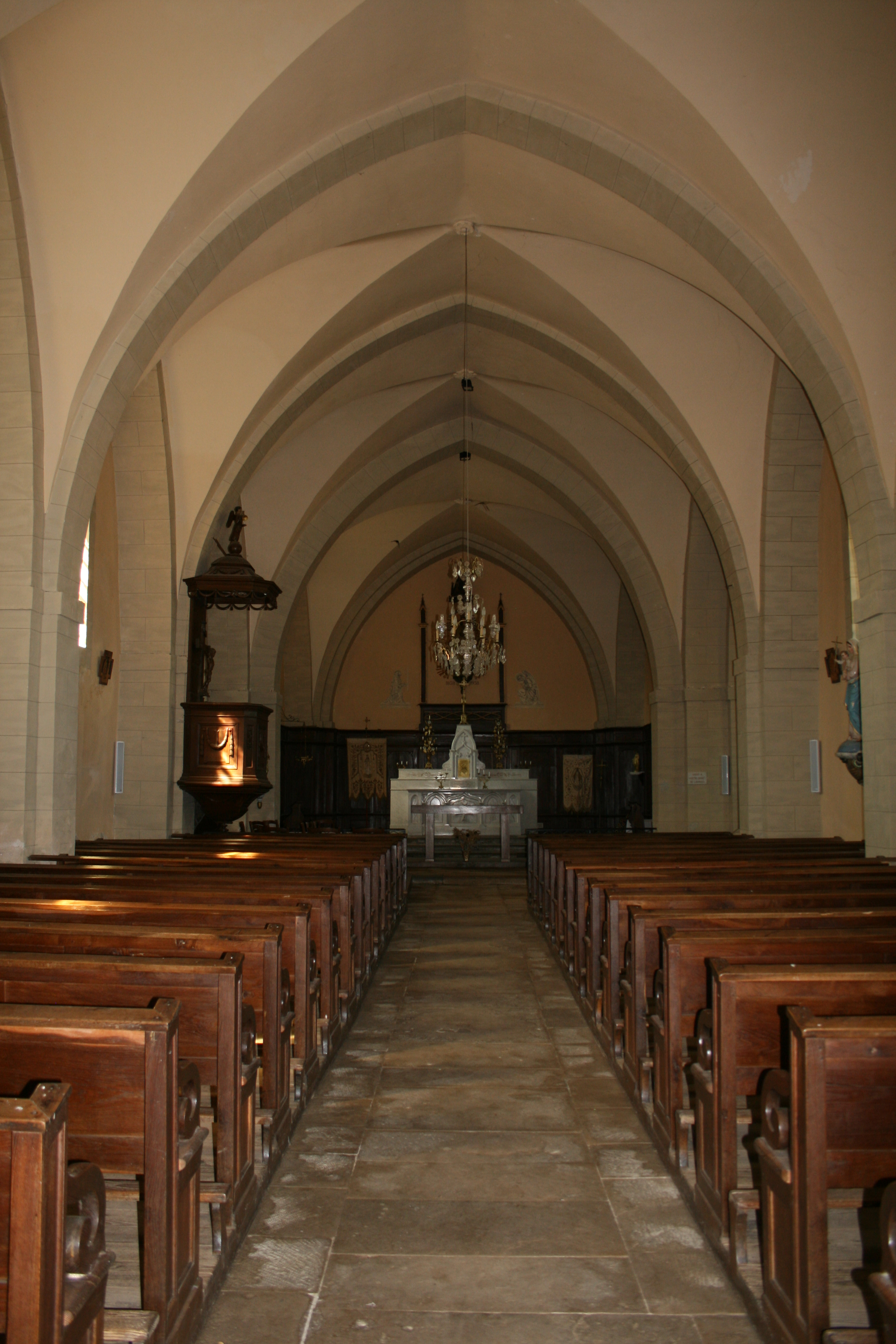
Интерьер церкви Непорочного Зачатия
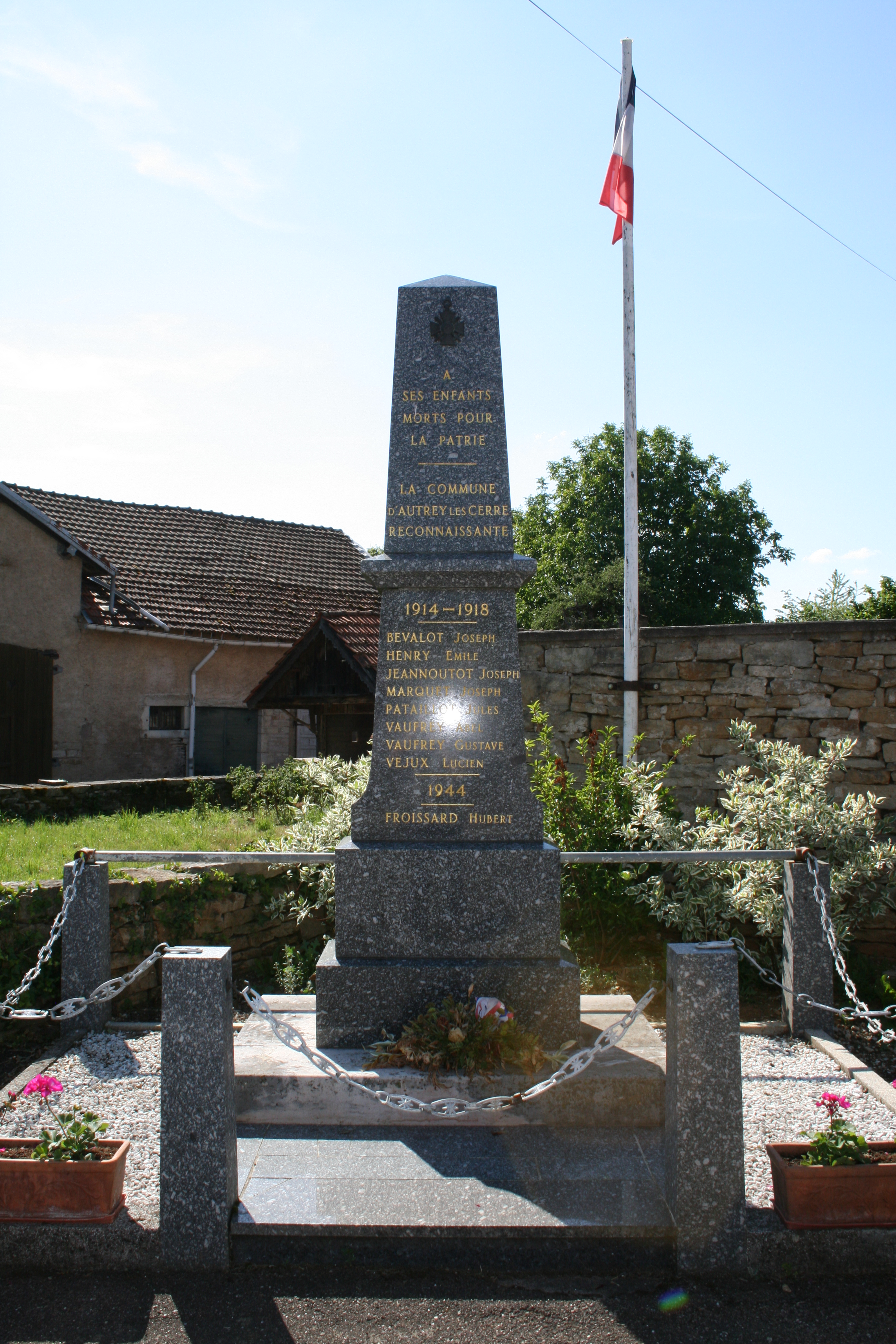
Военный мемориал